# قلعة هارليتش
قلعة هارليتش، تقع في هارليتش، في ويلز، شيدت على قمة من الصخور بالقرب من البحر الأيرلندي. وقد بنيت من قبل إدوارد الأول ملك إنجلترا أثناء الحرب الويلزية الإنجليزية بين 1282 و1289 . لعبت القلعة دورا هاما في العديد من الحروب، وتعرضت للحصار بين 1294-1295، ولكن لم تسقط حتى عام 1404 على يد القائد الويلزي أوين غليندور (Owain Glyndŵr). ومن ثم أصبحت مقر اقامته ومقرا للقيادة العسكرية للفترة المتبقية من الانتفاضة الويلزية، حتى تم استعادتها من قبل القوات الإنكليزية في 1409، خلال القرن 15 في حرب الوردتين.القلعة الآن هي مركز تاريخي ومنطقة جذب سياحي في ويلز.